# Hartmut Redlich

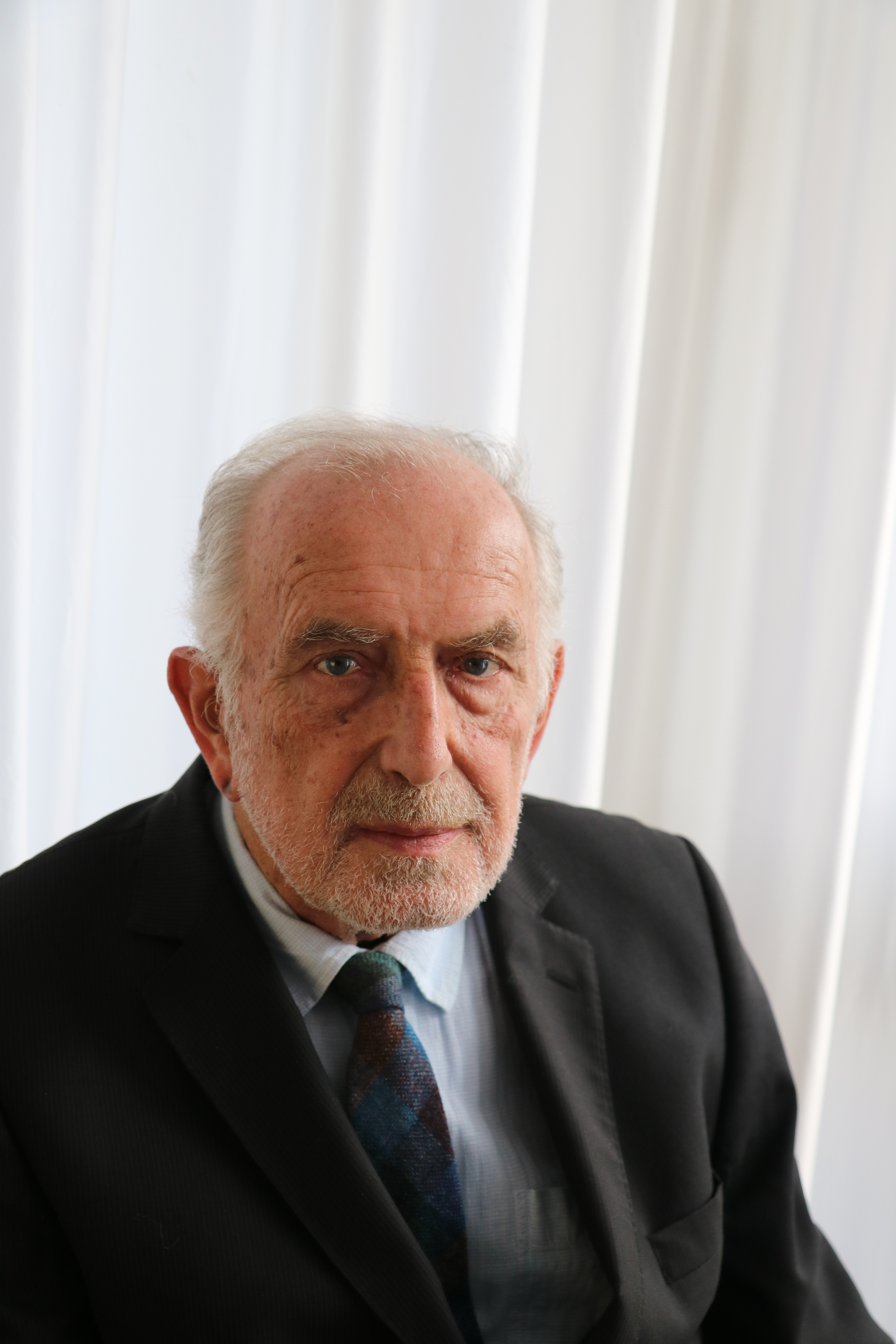
Hartmut Redlich (2017)

Hartmut G. Redlich (* 19. September 1943 in Wreschen nahe Posen) ist ein deutscher Chemiker (Organische Chemie), der Hochschullehrer an der Universität Münster ist und sich mit der Chemie von Kohlenhydraten und der Synthese von Naturstoffen befasst.
Redlich erwarb 1970 sein Diplom in Hamburg und wurde 1974 bei Hans Paulsen an der Universität Hamburg promoviert (Synthese der vier isomeren Methylaldgaroside : Strukturermittlung des Methylaldgarosids B aus Aldgamycin E) und habilitierte sich 1983 in Hamburg (Chirale Bausteine aus Kohlenhydraten). 1985 wurde er Professor in Hamburg und 1991 in Münster.
Er befasste sich mit Synthesen enantiomerenreiner Naturstoffe und in diesem Zusammenhang mit der Entwicklung von chiralen Bausteinen für die Synthese aus Kohlenhydraten. Bei der Synthese von Naturstoffen hatte er unter anderem Pheromone und Antibiotika zum Ziel. Da die biologisch wichtigen Wirkstoffe meist Stereoisomere sind, ist eine stereoselektive Synthese von ausschlaggebender Bedeutung. Neben der  Entwicklung von Methoden der präparativen Kohlenhydratchemie befasst er sich auch mit neuartigen Reaktionen an und mit Kohlenhydraten.

## Veröffentlichungen (Auswahl)
- H. Paulsen, H. Redlich: Totalsynthese der D-Aldgarose, Angew. Chem.  84, 1100–1101 (1972), doi:10.1002/ange.19720842205.
- H. Redlich, H.-J. Neumann, H. Paulsen: Radikalische Desoxygenierung von verzweigten Zuckern mit Tri-n-butyl-zinnhydrid. Stereochemie der Reaktion, Chem. Ber. 110, 2911–2921 (1977), doi:10.1002/cber.19771100826.
- H. Redlich, W. Francke: Optisch aktives Chalcogran (2-Ethyl-l,6-dioxaspiro-[4.4]nonan), Angew. Chem. 8, 640–641 (1980), doi:10.1002/ange.19800920816.
- H. Redlich: Chirale Bausteine aus Kohlenhydraten, Habilitationsschrift, Universität Hamburg, 1983.
- H. Redlich, W. Francke: Chirale Bausteine aus Kohlenhydraten, 10. Mitteilung – Synthese enantiomerenreiner 1,7-Dioxaspiro[5.5]undecane, einer Pheromonkomponente der Olivenfliege (Dacus oleae), Angew. Chem. 96, 506–507, doi:10.1002/ange.19840960717.
- H. Redlich, J. B. Lenfers, J. Kopf: Chirale Cyclobutanone durch [2+2]-Cycloaddition von Dichlorketen an Kohlenhydratenolether, Angew. Chem. 101 (1989) 764–765, doi:10.1002/ange.19891010612.
- H. Redlich, W. Sudau, A. K. Szardenings, R. Vollerthun: Radical cyclisation of hept-1-enitols, Carbohydr. Res. 226 (1992) 57 – 78, doi:10.1016/0008-6215(92)84055-W.
- H. Redlich, J. B. Lenfers, W. Bruns, S. Thormählen: Synthesis of (–)-Talaromycin A. The Use of the Ä2-Effect for Stereocontrol at Spiroacetalic Centres, Synthesis 1992, 1112.
- W. Bruns, S. Horns, H. Redlich: Botrylactone Synthesis and Structure Revision: A Convergent Approach from d-Glucose, Synthesis 1995, 335–342, doi:10.1055/s-1995-3904.
- M. Schmeichel, H. Redlich: The Grignard Reagent from 2-Bromomethyl-1,3-dioxolane, An Efficient d2-Reagent: Synthesis of Branched Chain Carbohydrate Derivatives, Synthesis, 1996, 8, 1002–1006, doi:10.1055/s-1996-4321.
- R. Bextermöller, H. Redlich, K. Schnieders, S. Thormählen, R. Fröhlich: Perhydroxylierte 1,7-Dioxaspiro[5.5]undecane („Spirozucker“): Synthese, Stereochemie und Struktur, Angew. Chem., 1998, 110, S. 2612–2616, doi:10.1002/(SICI)1521-3757.
- P. Arndt, R. Gerdes, S. Huschens, J. Pyplo-Schnieders, H. Redlich: Preparation of cellulose oligomers from cellulose triacetate (standard procedure), Cellulose 12 317–326, 2005, doi:10.1007/s10570-004.
- Peter Maier, Hartmut Redlich, Jessica Richter: High enantio- and diastereoselective induction of BINOL- and TADDOL-modified vinyloxy ethoxides in C-C coupling reactions with aldehydes, Tetrahedron: Asymmetry 16 (2005) 3848–3852, doi:10.1016/j.tetasy.2005.10.001.
- Yue-Lei Chen, Robin Leguijt, Hartmut Redlich: Propane-l,3-diyl Dithioacetals of Carbohydrates; Part 7: Preparation of Aminocyclitols and Iminosugars by Intramolecular Cyclizations of D-Glucosamine Propane-l,3-diyl Dithioacetal Derivatives, Synthesis 2006, 2242–2250, doi:10.1055/s-2006-942430.
- Yue-Lei Chen, Hartmut Redlich,·Klaus Bergander, Roland Fröhlich: D-Glucosamine Trimethylene Dithioacetal Derivatives: Formation of Six- and Seven - Membered Ring Amino Carbasugars. Synthesis of (–)-Calystegine B3, Organic & Biomolecular Chemistry 2007, 3330–3339, doi:10.1039/B711112F.
- Hartmut Redlich,  Jochen Lehmann: Kohlenhydrate. Chemie und Biologie, 2. Auflage, Wiley-VCH 1996, ISBN 978-3-13532902-4.